# 量子ポイントコンタクト
量子ポイントコンタクト（りょうしポイントコンタクト、QPC）とは大きな導体の間に挟まれた狭いくびれで、幅が電子波長（nm から μm ）と同程度であるものを言う。
量子ポイントコンタクトはオランダのグループ（Van Wees他）ならびにイギリスのグループ（Wharam他）によって独立に実現された（1988年）。

## 作製法
量子ポイントコンタクトを作製する方法は様々である。
ブレークジャンクション法を例にとると、導体を千切れる寸前まで引き伸ばせば破断点にポイントコンタクトが形成される。
それと比較すると、GaAs/AlGaAsヘテロ構造などで実現される二次元電子ガス（2DEG）を利用する方法はより構造制御が容易である。
特定の場所にゲート電圧をかけることにより、二次元面内の電子ガスを局所的に空乏化させることができるので、多様な構造の伝導領域が得られる。量子ドットやポイントコンタクトはその一例である。
このほか、走査型トンネル顕微鏡の探針を導体表面に近づけることでもポイントコンタクトが得られる。

## 特性
量子ポイントコンタクトは伝導に垂直な方向に狭くなっているため、
運動する電子にとっては電気抵抗として働く。
ポイントコンタクトの両端に電圧{\displaystyle V}をかけたときに流れる電流の大きさは、コンタクトのコンダクタンスを{\displaystyle G}として{\displaystyle I=GV}である。
この式は巨視的な抵抗におけるオームの法則に似ているが、サイズが微小で量子力学的な扱いを要するため、本質的に異なるものである。
低温・低電圧の極限では、伝導に寄与する電子のエネルギー・運動量・波数は一定値を取る。その値はそれぞれフェルミエネルギー・フェルミ運動量・フェルミ波数と呼ばれる。
量子ポイントコンタクトの中では横方向の閉じ込めが起きているため、導波管と同様に横方向の運動が量子化される。
そのため、電子波がコンタクトを通過できるのは自身と正の干渉を起こす場合に限られるのだが、
この条件を満たすモードの数{\displaystyle N}はくびれの横幅から決まる。
一つのモード（横方向の運動の量子状態）が運ぶ電流は、フェルミ準位における速度と状態密度の積に比例する。
この二つの量はモードごとに異なっているが、積はモードの種類に依存しない。
結果としてそれぞれのモードからのコンダクタンスへの寄与は等しくなり、スピン一方向あたり{\displaystyle G_{Q}=e^{2}/h}である。モード全体では
{\displaystyle G=NG_{Q}}.
となる。
上の結果は原理的なものである。コンダクタンスは任意の値を取ることができず、電気素量{\displaystyle e}とプランク定数{\displaystyle h}で表されるコンダクタンス量子{\displaystyle G_{Q}=2e^{2}/h}の整数倍の値しか許されないのである。
整数{\displaystyle N}はポイントコンタクトの横幅によって決まる値で、幅を電子波長の二倍で割ったものとおおよそ等しい。
GaAs/AlGaAsヘテロ構造では、ゲート電圧によって幅を制御することができる。幅を広げれば伝導に寄与するモード（チャネルとも言う）の数が増加するので、コンダクタンスは階段状に変化する。
そのステップ高さは{\displaystyle G_{Q}}で与えられる。
量子ポイントコンタクトに外部磁場をかけると、スピン縮退が解けてコンダクタンスに半整数のステップが出現するようになる。
また関与するモードの数{\displaystyle N}が減少する。
磁場を大きくすると、{\displaystyle N}がくびれの幅に依存しなくなる。これは量子ホール効果の理論から導かれる。
量子ポイントコンタクトに関して、{\displaystyle 0.7G_{Q}}の位置に余分なプラトーが出現するという未解決の問題があり、0.7構造と呼ばれて興味を集めている。

## 応用
メゾスコピック伝導の基礎研究以外にも、量子ポイントコンタクトはきわめて感度の高い電荷検出素子として有用である。
例えば他の電子の存在により近傍の電位がゆらぐと、空乏化領域の境界が移動する。ポイントコンタクトのコンダクタンスはくびれ部分の幅に強く依存するため、コンタクトを流れる電流はその影響を受ける。
この方法で単一の電子を検出することもできる。
固体量子計算の分野では、量子ビットの状態の読み出しに応用することが考えられる。